# Linda Lyndell
Linda Lyndell est une chanteuse américaine née Linda Rowland le 22 novembre 1946 à Gainesville.
Chanteuse blanche, elle enregistre deux singles : Bring Your Love Back to Me (1967) et What a Man (1968). Artiste de Stax Records à Memphis, ce second single est un succès important qui attire à sa sortie des menaces de groupes de suprémacistes blancs tels que le Ku Klux Klan. Menacée, elle arrête sa carrière peu après.
Ce n'est qu'après la reprise/échantillonnage de ce single par le groupe de rap Salt-N-Pepa Whatta Man (1993) que Lyndell a recommence à se produire. En 2003, elle joue ainsi notamment pour l'ouverture du Stax Museum of American Soul Music.